# Gracilinanus
Gracilinanus es un género de pequeños marsupiales sudamericanos de la familia Didelphidae.

## Hábitat y distribución
Estos pequeños marsupiales habitan bosques húmedos tropicales y subtropicales, preferentemente en terrenos poco elevados.
Las distintas especies se distribuyen por la región neotropical, desde la costa caribeña hasta el centro de Argentina y sur de Brasil, y mientras que algunas especies como Gracilinanus agilis pueden hallarse en amplias demarcaciones territoriales, otras como Gracilinanus aceramarcae sólo habitan pequeñas áreas del subcontinente.

## Características
Estos pequeños marsupiales que apenas superan los 10 cm de longitud, no presentan el marcado dimorfismo sexual aparente en otras especies de didélfidos.
El dedo oponible que poseen en los pies, característico de la familia, es mucho más grande que el resto y carece de uña. La larga cola está desnuda y dotada de capacidad prensil. Suele superar en longitud al cuerpo del animal (cabeza + tronco), llegando a alcanzar los 15 cm.

## Dieta
Son omnívoros, incluyendo en su dieta numerosos tipos de alimentos como insectos y otros invertebrados, fruta y otros productos de origen vegetal.

## Reproducción
La especie más estudiada es Gracilinanus agilis y una de las pocas de las que se conoce su biología reproductiva. Las hembras son fértiles con 8 o 9 meses de edad. Anualmente suelen parir dos camada de crías poco desarrolladas después de un periodo de gestación de 20 días.
Estas especies carecen de marsupio. Las crías se aferran a uno de los 13 pezones de la madre para completar su desarrollo postnatal durante los 60 a 70 días que dura la lactancia.

## Comportamiento
Como el resto de las zarigüeyas, son animales nocturnos y solitarios.

## Estado de conservación
De las seis especies que forman el género Gracilinanus, una de ellas, la marmosa grácil de Aceramarca (G. aceramarcae) está catalogada por la IUCN como críticamente amenazada, debido a la intensa deforestación y a las escasas poblaciones existentes.
Es precisamente la pérdida de cubierta vegetal la que está poniendo también en un aprieto la supervivencia del resto de las especies de marmosas gráciles, consideradas vulnerables o casi amenazadas.